# Слейв-Лейк
Слейв-Лейк (англ. Slave Lake) — містечко в Канаді, у провінції Альберта, у складі муніципального району Лессер-Слейв-Рівер № 124.

## Населення
За даними перепису 2016 року, містечко нараховувало 6651 особу, показавши скорочення на 1,9%, порівняно з 2011-м роком. Середня густина населення становила 460,5 осіб/км².
З офіційних мов обидвома одночасно володіли 250 жителів, тільки англійською — 6 355, тільки французькою — 5, а 25 — жодною з них. Усього 915 осіб вважали рідною мовою не одну з офіційних, з них 170 — одну з корінних мов, а 5 — українську.
Працездатне населення становило 3 845 осіб (78% усього населення), рівень безробіття — 7,7% (8,4% серед чоловіків та 6,9% серед жінок). 88,9% осіб були найманими працівниками, а 9,6% — самозайнятими.
Середній дохід на особу становив $59 688 (медіана $46 800), при цьому для чоловіків — $75 986, а для жінок $43 459 (медіани — $67 605 та $33 094 відповідно).
30,7% мешканців мали закінчену шкільну освіту, не мали закінченої шкільної освіти — 22,1%, 47,1% мали післяшкільну освіту, з яких 32,3% мали диплом бакалавра, або вищий, 10 осіб мали вчений ступінь.
| Статево-вікова структура населення | Статево-вікова структура населення | Статево-вікова структура населення | Статево-вікова структура населення | Статево-вікова структура населення |
| ---------------------------------- | ---------------------------------- | ---------------------------------- | ---------------------------------- | ---------------------------------- |
|                                    |                                    |                                    |                                    |                                    |
| Всього                             | Всього                             | 49,8%50,2%                         |                                    |                                    |
| 0 — 14 років                       | 0 — 14 років                       |                                    | 23,8%                              | 23,8%                              |
| 15 — 64 років                      | 15 — 64 років                      |                                    | 69,7%                              | 69,7%                              |
| 65 і більше                        | 65 і більше                        |                                    | 6,5%                               | 6,5%                               |
| 85 і більше                        | 85 і більше                        |                                    | 0,5%                               | 0,5%                               |
| Середній вік (років)               | Середній вік (років)               | 33,332,8                           | 33,0                               | 33,0                               |
| Медіана (років)                    | Медіана (років)                    | 32,431,7                           | 32,0                               | 32,0                               |
| — чоловіки — жінки                 |                                    |                                    |                                    |                                    |

| Походження мешканців:     | Походження мешканців:     | Походження мешканців: | Походження мешканців: | Походження мешканців: |
| ------------------------- | ------------------------- | --------------------- | --------------------- | --------------------- |
| Походження                |                           |                       | осіб                  | %                     |
| Корінні американці        | Корінні американці        |                       | 1 650                 | 24.81%                |
| Інше північноамериканське | Інше північноамериканське |                       | 2 050                 | 30.82%                |
| Європейське               | Європейське               |                       | 3 900                 | 58.64%                |
| британське                | британське                |                       | 2 250                 | 33.83%                |
| французьке                | французьке                |                       | 925                   | 13.91%                |
| українське                | українське                |                       | 760                   | 11.43%                |
| Латинськоамериканське     | Латинськоамериканське     |                       | 70                    | 1.05%                 |
| Карибське                 | Карибське                 |                       | 65                    | 0.98%                 |
| Африканське               | Африканське               |                       | 70                    | 1.05%                 |
| Азійське                  | Азійське                  |                       | 990                   | 14.88%                |

| Зайнятість населення за галузями (за класифікацією NOC): | Зайнятість населення за галузями (за класифікацією NOC): | Зайнятість населення за галузями (за класифікацією NOC): | Зайнятість населення за галузями (за класифікацією NOC): | Зайнятість населення за галузями (за класифікацією NOC): |
| -------------------------------------------------------- | -------------------------------------------------------- | -------------------------------------------------------- | -------------------------------------------------------- | -------------------------------------------------------- |
|                                                          |                                                          |                                                          |                                                          |                                                          |
| Управління                                               | Управління                                               |                                                          | 9,6%                                                     | 9,6%                                                     |
| Бізнес, фінанси та адміністрування                       | Бізнес, фінанси та адміністрування                       |                                                          | 13,9%                                                    | 13,9%                                                    |
| Природничі та прикладні науки                            | Природничі та прикладні науки                            |                                                          | 4,2%                                                     | 4,2%                                                     |
| Охорона здоров'я                                         | Охорона здоров'я                                         |                                                          | 4,7%                                                     | 4,7%                                                     |
| Освіта, правозахист, муніципальні та урядові служби      | Освіта, правозахист, муніципальні та урядові служби      |                                                          | 11,9%                                                    | 11,9%                                                    |
| Мистецтво, культура, відпочинок та спорт                 | Мистецтво, культура, відпочинок та спорт                 |                                                          | 2%                                                       | 2%                                                       |
| Роздрібна торгівля та послуги                            | Роздрібна торгівля та послуги                            |                                                          | 23,2%                                                    | 23,2%                                                    |
| Гуртова торгівля, транспорт та обладнання                | Гуртова торгівля, транспорт та обладнання                |                                                          | 18,5%                                                    | 18,5%                                                    |
| Природні ресурси, сільське господарство                  | Природні ресурси, сільське господарство                  |                                                          | 5,9%                                                     | 5,9%                                                     |
| Виробництво                                              | Виробництво                                              |                                                          | 6,2%                                                     | 6,2%                                                     |

## Клімат
Середня річна температура становить 1,6°C, середня максимальна – 20,7°C, а середня мінімальна – -22,1°C. Середня річна кількість опадів – 491 мм.
| Клімат поселення                              | Клімат поселення | Клімат поселення | Клімат поселення | Клімат поселення | Клімат поселення | Клімат поселення | Клімат поселення | Клімат поселення | Клімат поселення | Клімат поселення | Клімат поселення | Клімат поселення | Клімат поселення |
| Показник                                      | Січ.             | Лют.             | Бер.             | Квіт.            | Трав.            | Черв.            | Лип.             | Серп.            | Вер.             | Жовт.            | Лист.            | Груд.            |                  |
| Середній максимум, °C                         | −9,05            | −5,09            | 1,20             | 9,53             | 15,89            | 20,20            | 20,66            | 19,89            | 14,59            | 9,20             | −0,79            | −8,2             |                  |
| Середня температура, °C                       | −15,58           | −11,63           | −5,34            | 2,98             | 9,34             | 13,66            | 15,73            | 14,94            | 9,66             | 4,26             | −5,73            | −13,14           |                  |
| Середній мінімум, °C                          | −22,12           | −18,16           | −11,87           | −3,53            | 2,82             | 7,12             | 10,77            | 10,00            | 4,70             | −0,7             | −10,68           | −18,07           |                  |
| Норма опадів, мм                              | 24               | 16               | 19               | 20               | 43               | 89               | 94               | 68               | 48               | 28               | 19               | 23               |                  |
| Середньомісячна швидкість вітру, м/с          | 3.30             | 3.30             | 3.39             | 3.40             | 3.40             | 3.10             | 2.90             | 2.80             | 3.00             | 3.41             | 3.20             | 3.30             |                  |
| Середньомісячна сонячна радіація, кДж/м²·день | 2898             | 6207             | 11533            | 17051            | 20575            | 21778            | 21628            | 17803            | 11794            | 6638             | 3203             | 2076             |                  |
| --------------------------------------------- | ---------------- | ---------------- | ---------------- | ---------------- | ---------------- | ---------------- | ---------------- | ---------------- | ---------------- | ---------------- | ---------------- | ---------------- | ---------------- |
| Джерело:                                      |                  |                  |                  |                  |                  |                  |                  |                  |                  |                  |                  |                  |                  |